# تنام الأعالي
تنام الأعالي (الاسم العلمي: Nothocercus bonapartei) هو نوع من الطيور يتبع جنس التنام مزيف الذيل من فصيلة التنامية.